# Salt (Lied)
Salt ist ein Lied der US-amerikanischen Popsängerin Ava Max. Der Song wurde als vierte Single ihres Debütalbums Heaven & Hell über Atlantic Records veröffentlicht.

## Entstehung und Artwork
Max schrieb den Song mit Autumn Rowe, Madison Love, Nicole Morier und dem Produzenten Henry Walter alias Cirkut.
Auf dem Artwork der Promoveröffentlichung sieht man Max neben zwei Vasen sitzen. In der Mitte steht in rot der Titel des Songs, links daneben ist schwarz der Name der Sängerin. Auf dem Artwork der Singleveröffentlichung sieht man mit Speisesalz gestreut die Haarform der Sängerin. Der Hintergrund ist schwarz.

## Veröffentlichung
Das Lied wurde erstmals am 27. Juli 2018 über SoundCloud als Promo-Single veröffentlicht. Am 12. Dezember 2019 erschien Salt als Einzeltrack-Single zum Download und Streaming. Am 10. Januar erschien der Song auf der CD-Edition von ihrer Single Torn. Am 8. April 2020, erschien eine Akustikversion als Einzeltrack. Am 16. April 2020 erschien eine digitale 2-Track-Single mit zwei Remixen von Syn Cole und Toby Green. Im September 2020 erschien Salt als Teil von Heaven & Hell, dem Debütalbum von Ava Max.

## Kommerzieller Erfolg

### Chartplatzierungen
Salt erreichte in Deutschland Rang zehn der Singlecharts und platzierte sich eine Woche in den Top 10 und 27 Wochen in den Top 100. In den deutschen Airplaycharts erreichte das Lied für drei Wochen die Chartspitze und wurde zum dritten Nummer-eins-Hit nach Sweet but Psycho und So Am I. In Österreich erreichte die Single Rang acht und platzierte sich sechs Wochen in den Top 10 sowie 25 Wochen in den Charts. In der Schweizer Hitparade erreichte Salt ebenfalls mit Rang acht seine höchste Notierung und platzierte sich fünf Wochen in den Top 10 und 38 Wochen in den Top 100. 2020 platzierte sich das Lied auf Rang 33 der deutschen Single-Jahrescharts sowie auf Rang 30 in Österreich und Rang 23 in der Schweiz.
Für Ava Max ist dies der fünfte Charterfolg in Deutschland und Österreich sowie der vierte in der Schweiz. In allen drei Ländern ist es nach Sweet but Psycho der zweite Top-10-Erfolg.
| ChartsChartplatzierungen | Höchstplatzierung | Wochen |
| ------------------------ | ----------------- | ------ |
| Deutschland (GfK)        | 10 (27 Wo.)       | 27     |
| Österreich (Ö3)          | 8 (25 Wo.)        | 25     |
| Schweiz (IFPI)           | 8 (38 Wo.)        | 38     |

| ChartsJahrescharts (2020) | Platzierung |
| ------------------------- | ----------- |
| Deutschland (GfK)         | 33          |
| Österreich (Ö3)           | 30          |
| Schweiz (IFPI)            | 23          |

### Auszeichnungen für Musikverkäufe
| Land/Region                  | Auszeichnungen für Musikverkäufe (Land/Region, Auszeichnung, Verkäufe) | Verkäufe  |
| ---------------------------- | ---------------------------------------------------------------------- | --------- |
| Australien (ARIA)            | Gold                                                                   | 35.000    |
| Brasilien (PMB)              | Platin                                                                 | 40.000    |
| Dänemark (IFPI)              | Platin                                                                 | 90.000    |
| Deutschland (BVMI)           | Platin                                                                 | 400.000   |
| Finnland (IFPI)              | Platin                                                                 | 40.000    |
| Frankreich (SNEP)            | Platin                                                                 | 200.000   |
| Kanada (MC)                  | Platin                                                                 | 80.000    |
| Norwegen (IFPI)              | 4× Platin                                                              | 240.000   |
| Österreich (IFPI)            | 2× Platin                                                              | 60.000    |
| Polen (ZPAV)                 | 4× Platin                                                              | 200.000   |
| Vereinigte Staaten (RIAA)    | Gold                                                                   | 500.000   |
| Vereinigtes Königreich (BPI) | Silber                                                                 | 200.000   |
| Insgesamt                    | 1× Silber · 2× Gold · 16× Platin ·                                     | 2.085.000 |

Hauptartikel: Ava Max/Auszeichnungen für Musikverkäufe